# Kazimiera Gromysz-Kałkowska
Kazimiera Gromysz-Kałkowska (ur. 8 listopada 1933 w Łyniewie, zm. 19 maja 2019) – polska specjalistka w zakresie etologii i fizjologii zwierząt, prof. dr hab.

## Życiorys
Uzyskała stopień doktora habilitowanego, natomiast w 1977 została mianowana docentem, a w 1987 nadano jej tytuł profesora nadzwyczajnego. W 1995 otrzymała nominację na profesora zwyczajnego. Pracowała w Wyższej Szkole Humanistycznej i Przyrodniczej – Studium Generale Sandomiriense na Wydziale Przyrodniczym i Matematycznym, oraz w Instytucie Biologii na Wydziale Biologii i Nauk o Ziemi Uniwersytetu Marii Curie-Skłodowskiej.
Zmarła 19 maja 2019.

## Odznaczenia i nagrody
- Medal Komisji Edukacji Narodowej[1]
- Nagroda Rektora UMCS (wielokrotnie)[1]
- Złoty Krzyż Zasługi[1]
- Srebrna Honorowa Odznaka Zasłużonego dla Lublina[1]
- Krzyż Kawalerski Orderu Odrodzenia Polski[1]
- Nagroda Ministra Nauki, Szkolnictwa Wyższego i Techniki[1]
- Nagroda Zarządu Głównego Polskiego Towarzystwa Fizjologicznego[1]